# Samu Castillejo
Samuel Castillejo Azuaga (18. ledna 1995 Málaga, Španělsko) je španělský profesionální fotbalista, který hraje na pozici křídelníka za italský klub Sassuolo, kde je na hostování z Valencie. Je také bývalým španělským mládežnickým reprezentantem.

## Přestupy
- z Malaga do Villarreal za 8 000 000 Euro
- z Villarreal do Milán za 21 300 000 Euro

## Statistiky
| Sezóna               | Klub                 | Liga                 | Liga   | Liga | Domácí poháry | Domácí poháry | Domácí poháry | Kontinentální poháry | Kontinentální poháry | Kontinentální poháry | Celkem | Celkem |
| Sezóna               | Klub                 | Soutěž               | Zápasy | Góly | Soutěž        | Zápasy        | Góly          | Soutěž               | Zápasy               | Góly                 | Zápasy | Góly   |
| -------------------- | -------------------- | -------------------- | ------ | ---- | ------------- | ------------- | ------------- | -------------------- | -------------------- | -------------------- | ------ | ------ |
| 2014/15              | Malaga               | Primera División     | 34     | 1    | ŠP            | 5             | 0             | -                    | 0                    | 0                    | 39     | 1      |
| 2015/16              | Villarreal           | Primera División     | 28     | 1    | ŠP            | 4             | 0             | EL                   | 13                   | 1                    | 45     | 2      |
| 2016/17              | Villarreal           | Primera División     | 33     | 2    | ŠP            | 3             | 1             | LM+EL                | 2+6                  | 0+0                  | 44     | 3      |
| 2017/18              | Villarreal           | Primera División     | 30     | 6    | ŠP            | 3             | 0             | EL                   | 5                    | 0                    | 38     | 6      |
| Celkem za Villarreal | Celkem za Villarreal | Celkem za Villarreal | 91     | 9    | -             | 10            | 1             | -                    | 26                   | 1                    | 127    | 11     |
| 2018/19              | Milán                | Serie A              | 31     | 4    | IP+IS         | 4+1           | 0+0           | EL                   | 4                    | 0                    | 40     | 4      |
| 2019/20              | Milán                | Serie A              | 22     | 2    | IP            | 3             | 1             | -                    | 0                    | 0                    | 25     | 3      |
| 2020/21              | Milán                | Serie A              | 28     | 1    | IP            | 2             | 0             | EL                   | 13                   | 2                    | 43     | 3      |
| 2021/22              | Milán                | Serie A              | 5      | 0    | IP            | 0             | 0             | LM                   | 0                    | 0                    | 5      | 0      |
| Celkem za Milán      | Celkem za Milán      | Celkem za Milán      | 86     | 7    | -             | 10            | 1             | -                    | 17                   | 2                    | 113    | 10     |
| 2022/23              | Valencia             | Primera División     | 25     | 4    | ŠP            | 1             | 0             | -                    | 0                    | 0                    | 26     | 4      |
| 2023/24              | Sassuolo             | Serie A              | 17     | 0    | IP            | 2             | 0             | -                    | 0                    | 0                    | 19     | 0      |
| Celkově              | Celkově              | Celkově              | 253    | 21   | -             | 28            | 2             | -                    | 43                   | 3                    | 324    | 26     |

## Úspěchy

### Klubové
- vítěz italské ligy (1x)

Milán: 2021/22